# Emmily Pinheiro
Emmily da Silva Pinheiro (Rio de Janeiro, 3 de novembro de 1985) é uma velocista e atleta olímpica brasileira. Ela competiu nas Olimpíadas de Pequim 2008.

## Biografia
Emmily, nascida no Rio de Janeiro, reside em Canoas, no Rio Grande do Sul. No entanto, o início de sua carreira nas pistas aconteceu em sua terra natal. Emmily teve seu primeiro contato com o esporte nas escolinhas da capital fluminense. Após se formar em Fisioterapia, mudou-se para o Rio Grande do Sul, onde atualmente reside e treina no complexo esportivo da Ulbra, seu atual clube. O técnico-chefe do atletismo da Ulbra, Marco de Lazari, a descreveu como uma atleta altamente concentrada e metódica, que estuda minuciosamente suas adversárias. Emmily também demonstra responsabilidade ao seguir rigorosamente as orientações, mesmo possuindo um grande domínio sobre seu próprio treinamento.
Em 2007, Emmily ficou em 5ª lugar no revezamento 4x400m no Pan do Rio. A equipe marcou 3m28s89.
No Campeonato Mundial de Atletismo de 2007, em Osaka, no Japão, a atleta não teve bons resultados na competição. A equipe que ela fazia parte, com Maria Laura Almirão, Sheila Ferreira e Josiane Tito, ficou em penúltimo lugar com o tempo de 3min34seg34 no revezamento 4x400m.
Ela integrou a equipe brasileira do revezamento 4x400m nas Olimpíadas de Pequim 2008. Elas ficaram na 12ª posição.
No Troféu Brasil de Atletismo de 2007, Emmily ficou em 3º lugar nos 400m, marca 52s86, 3º no revezamento 4x400m, ao lado de Geisa Coutinho, Camila Souza e Christiane Ritz, marca 3m37s39 e também 3º nos 4x100m, marca 49s26. Em 2008, ela faturou uma prata, 400m com 52s41, e um bronze, no revezamento com 3m36s02. Na edição de 2009, que aconteceu no Rio, a atleta ficou com a medalha de ouro no revezamento 4x400m, com a marca 3m30s75, na equipe com Luciana França, Josiane Tito e Lucimar Teodoro. Ela também ganhou ouro no 400m, com a marca 51s98.
Em 2009 passou a fazer parte do REDE Atletismo, depois que seu antigo clube, Ulbra, entrou em uma crise econômica e oficialmente fechou em maio daquele mesmo ano.
Emmily conquistou mais duas medalhas no Campeonato Sul-Americano de Atletismo de 2009. A de ouro veio no revezamento 4x400m, na equipe junto com Geisa Coutinho, Sheila Ferreira e Jailma de Lima, e a prata nos 400m.
Nos Jogos da Lusofonia de 2009, a atleta levou novamente duas medalhas, sendo uma ouro no revezamento 4x400m, com a mesma equipe do Sul-Americano de Atletismo, e uma de prata nos 400m.

## Títulos
Troféu Brasil de Atletismo
- Bronze: 400m (São Paulo, 2007)[21]
- Bronze: revezamento 4x100m (São Paulo, 2007)[21]
- Bronze: revezamento 4x400m (São Paulo, 2007)[22]
- Prata: 400m (São Paulo, 2008)[13]
- Bronze: revezamento 4x400m (São Paulo, 2008)[13]

- Ouro: 400m (Rio de Janeiro, 2009)[23]

- Ouro: revezamento 4x400m (Rio de Janeiro, 2009)[23]

Campeonato Sul-Americano de Atletismo
- Ouro: revezamento 4x400m (Lima, 2009)[18]
- Prata: 400m (Lima, 2009)[19]

Jogos da Lusofonia
- Ouro: revezamento 4x400m (Lisboa, 2009)[20]
- Prata: 400m (Lisboa, 2009)